# Hotel St. Petersbourg

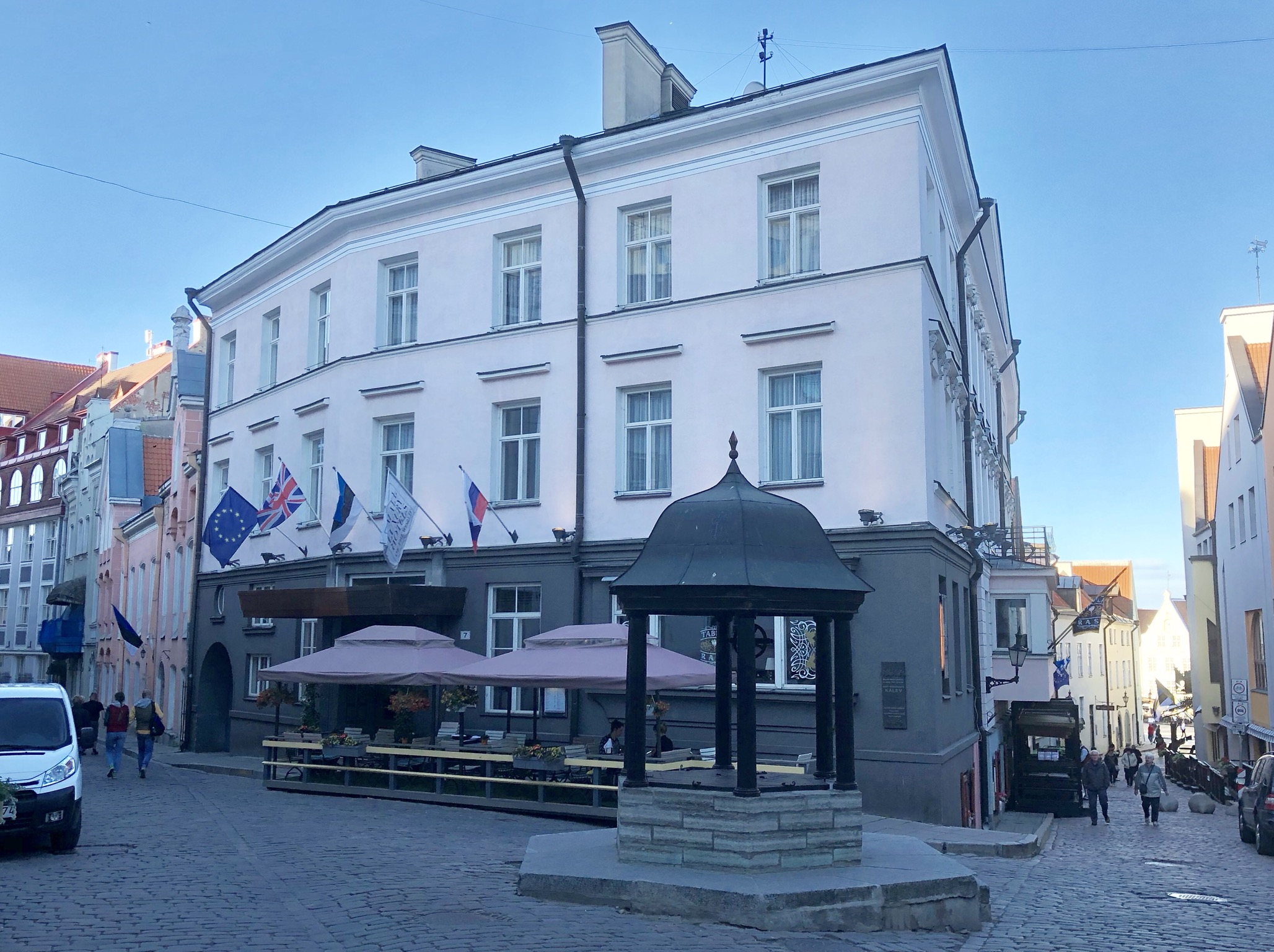
Hotel St. Petersbourg

Das Hotel St. Petersbourg ist ein Hotel in der estnischen Hauptstadt Tallinn (deutsch Reval).

## Lage
Es befindet sich in der historischen Revaler Altstadt in einer Ecklage an der Einmündung der Dunkerstraße (estnisch Dunkri tänav) auf die Raderstraße (Rataskaevu tänav) an der Adresse Raderstraße 7. Unmittelbar vor dem Hotel befindet sich der Radbrunnen.

## Architektur und Geschichte
Eine erste Erwähnung eines Gebäudes an der Stelle ist aus dem Jahr 1373 in Zusammenhang mit der Witwe des Revaler Bürgermeisters Peter Stokstrop überliefert. Später erwarb ein russischer Kaufmann das Gebäude. Im Jahr 1850 wurde das Haus vom Architekten Christian August Gabler umgebaut. Das seitdem als Hotel geführte Gebäude ist das älteste in Betrieb befindliche Hotel Estlands. 
Am 24. Mai 1901 wurde im Haus der Radfahrerverband Kalev gegründet, der heute als Eesti Spordiselts Kalev besteht. Eine am Haus angebrachte Gedenktafel erinnert daran.
Am 22. November 1940 wurde das Hotel durch sowjetische Behörden verstaatlicht. Es diente in der Zeit der sowjetischen Besatzung Estlands als Unterkunft für Regierungsbeamte. So wohnte hier auch zeitweise der sowjetische Partei- und Staatschef Leonid Breschnew. In dieser Zeit trug das Haus den Namen Hotel Rataskaevu. 1999 erfolgte eine Renovierung und Wiederbenennung als Hotel St. Petersbourg. 2013 bis Anfang 2014 fand eine erneute Renovierung statt, wobei die Innengestaltung durch die Firma Andrew Martin erarbeitet und an den Stil historischer russischer Kaufleute angelehnt wurde.
Das Hotel verfügt über 27 Zimmer und Suiten, zwei Restaurants und gehört zur Schlössle Hotelgruppe.